# Hutanaingkan
Hutanaingkan is een bestuurslaag in het regentschap Mandailing Natal van de provincie Noord-Sumatra, Indonesië. Hutanaingkan telt 172 inwoners (volkstelling 2010).